# قناع أغاميمنون

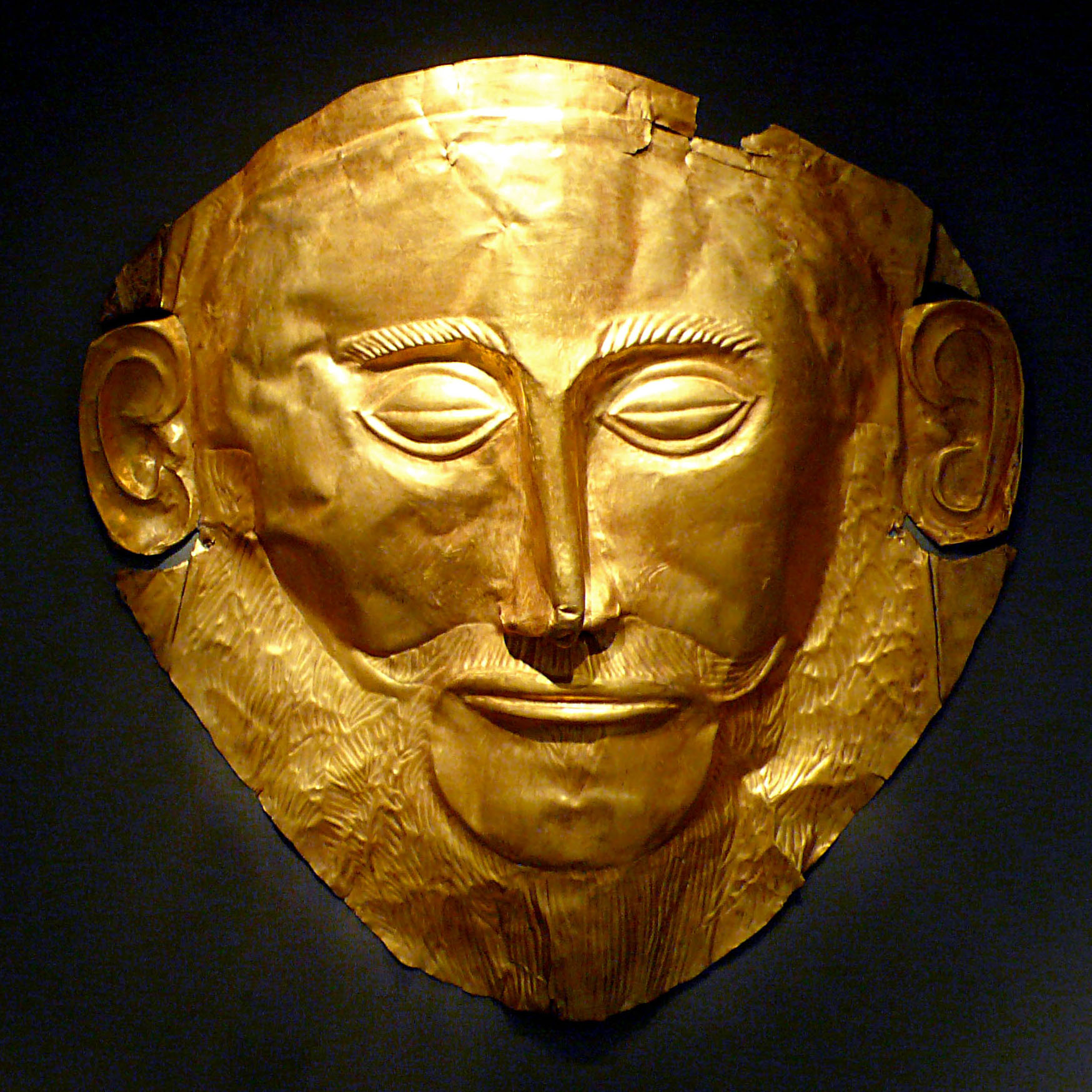
قناع أغاميمنون

قناع أغاميمنون هو قناع موت مصنوع من الذهب عثر عليه في موقع موكناي الأثري في اليونان. وهو معروض في متحف الآثار الوطني في العاصمة اليونانية أثينا.
اكتشف القناع عالم الآثار هاينريش شليمان سنة 1876، واعتقد أنه إلى الملك أغاميمنون، ولذلك ينسب القناع إليه.